# Tipula (Yamatotipula) iranensis
Tipula (Yamatotipula) iranensis is een tweevleugelige uit de familie langpootmuggen (Tipulidae). De soort komt voor in het Palearctisch gebied.